# Robina Eenkhoorn
Robina Eenkhoorn is een Nederlands voetbalster die uitkwam voor PEC Zwolle in de Eredivisie.

## Carrière
Eenkhoorn begon te voetballen bij de plaatselijke SC Genemuiden. Aanvankelijk kwam ze uit voor de meidenteams, later werd ze overgeplaatst naar de jongensteams. In 2018 maakte ze de overstap naar het beloftenteam van PEC Zwolle. Hiervoor speelde ze al twee jaar voor de onder 14 en onder 16 van de opleiding van het CSE in Zwolle. Op 2 april 2021 mocht ze voor het eerst mee met het eerste team. In de wedstrijd tegen PSV maakte ze tevens haar debuut. Ze kwam in de 68e minuut in het veld voor Tess van Bentem.

### Carrièrestatistieken
| Seizoen                    | Club            | Land            | Competitie      | Competitie | Competitie | Beker | Beker | Internationaal | Internationaal | Overig | Overig | Totaal | Totaal |
| Seizoen                    | Club            | Land            | Competitie      | Wed.       | Dlp.       | Wed.  | Dlp.  | Wed.           | Dlp.           | Wed.   | Dlp.   | Wed.   | Dlp.   |
| -------------------------- | --------------- | --------------- | --------------- | ---------- | ---------- | ----- | ----- | -------------- | -------------- | ------ | ------ | ------ | ------ |
| 2020/21                    | PEC Zwolle      | Nederland       | Eredivisie      | 0          | 0          | 0     | 0     | –              | –              | 1      | 0      | 1      | 0      |
| Carrière totaal            | Carrière totaal | Carrière totaal | Carrière totaal | 0          | 0          | 0     | 0     | 0              | 0              | 1      | 0      | 1      | 0      |
| Bijgewerkt tot 30 mei 2021 |                 |                 |                 |            |            |       |       |                |                |        |        |        |        |